# José Carlos de Souza Campos
José Carlos de Souza Campos (Itaúna, 3 gennaio 1968) è un arcivescovo cattolico brasiliano, dal 14 dicembre 2022 metropolita di Montes Claros.

## Biografia
È nato a Itaúna, nella microregione e diocesi di Divinópolis, il 3 gennaio 1968. Figlio di José Pinheiro Campos e Dona Piedade Souza Campos, ha sette fratelli.

### Formazione e ministero sacerdotale
Nel 1983 è entrato nel seminario diocesano di Divinópolis e vive a Pará de Minas dal 1984 al 1985.
Ha compiuto gli studi di filosofia presso l'università pontificia cattolica di Minas Gerais in Belo Horizonte, dal 1986 al 1988, e quelli di teologia presso il seminario provinciale Coração Eucarístico de Jesus in Belo Horizonte, dal 1989 al 1992. Ha conseguito poi la licenza in teologia fondamentale presso la Pontificia Università Gregoriana in Roma nel 2002 con una tesi dal titolo Nella domanda sull'uomo, l'inevitabile domanda su Dio. Un cammino di antropologia filosofico-teologica, nell'opera di Juan Alfaro.
È stato ordinato presbitero il 30 maggio 1993 per la diocesi di Divinópolis dal vescovo José Belvino do Nascimento.
Durante il suo ministero sacerdotale ha svolto i seguenti incarichi:
- coordinatore della pastorale catechetica della diocesi di Divinópolis;
- vicario parrocchiale presso la parrocchia di Nossa Senhora da Guia in Divinópolis;
- amministratore parrocchiale presso la parrocchia di São Judas Tadeu in Divinópolis;
- parroco presso la parrocchia di Senhor Bom Jesus in Pedra do Indaiá;
- parroco presso la parrocchia di Nossa Senhora Aparecida in Divinópolis;
- parroco presso la parrocchia di Nossa Senhora de Fátima in Itaúna;
- parroco presso la parrocchia di Sant’Ana in Itaúna;
- parroco presso la cattedrale di Divinópolis;
- cancelliere diocesano;
- docente di filosofia e teologia fondamentale;
- rappresentante dei presbiteri della diocesi di Divinópolis;
- vicario generale diocesano.

Nella sua diocesi di origine è stato inoltre membro del consiglio dei formatori, del consiglio presbiterale e del collegio dei consultori.
Nel 2012, dopo la nomina del vescovo Tarcísio Nascentes dos Santos a guida della diocesi di Duque de Caxias, è stato scelto quale amministratore diocesano della diocesi di Divinópolis, ruolo che ha ricoperto fino alla nomina episcopale.

### Ministero episcopale
Il 26 febbraio 2014 papa Francesco lo ha nominato vescovo di Divinópolis. Il 25 maggio successivo riceve l'ordinazione episcopale, nella cattedrale di Divinópolis, da Walmor Oliveira de Azevedo, arcivescovo metropolita di Belo Horizonte, co-consacranti José Belvino do Nascimento, vescovo emerito di Divinópolis, e Tarcísio Nascentes dos Santos, vescovo di Duque de Caxias.
Nell'ottobre 2022 compie la visita ad limina insieme ai vescovi della Conferenza Episcopale Brasiliana.
Il 14 dicembre 2022 lo stesso pontefice lo nomina arcivescovo metropolita di Montes Claros, succedendo a João Justino de Medeiros Silva, trasferito alla sede metropolitana di Goiânia il 9 dicembre 2021. Prende possesso della cattedra di Montes Claros il 18 febbraio 2023, mentre Il 29 giugno ha ricevuto il pallio dal Santo Padre durante la cerimonia svoltasi in piazza san Pietro a Roma.
Attualmente è anche presidente della regione ecclesiastica Leste 2 della Conferenza Episcopale Brasiliana.

## Genealogia episcopale e successione apostolica
La genealogia episcopale è:
- Cardinale Scipione Rebiba
- Cardinale Giulio Antonio Santori
- Cardinale Girolamo Bernerio
- Arcivescovo Galeazzo Sanvitale
- Cardinale Ludovico Ludovisi
- Cardinale Luigi Caetani
- Cardinale Ulderico Carpegna
- Cardinale Paluzzo Paluzzi Altieri degli Albertoni
- Papa Benedetto XIII
- Papa Benedetto XIV
- Papa Clemente XIII
- Cardinale Bernardino Giraud
- Cardinale Alessandro Mattei
- Cardinale Pietro Francesco Galleffi
- Cardinale Giacomo Filippo Fransoni
- Cardinale Carlo Sacconi
- Cardinale Edward Henry Howard
- Cardinale Mariano Rampolla del Tindaro
- Cardinale Rafael Merry del Val
- Arcivescovo Duarte Leopoldo e Silva
- Vescovo Paulo de Tarso Campos
- Cardinale Agnelo Rossi
- Cardinale Lucas Moreira Neves
- Arcivescovo Walmor Oliveira de Azevedo
- Arcivescovo José Carlos de Souza Campos

La successione apostolica é:
- Vescovo Francisco Cota de Oliveira (2017)